# Acetat d'alumini

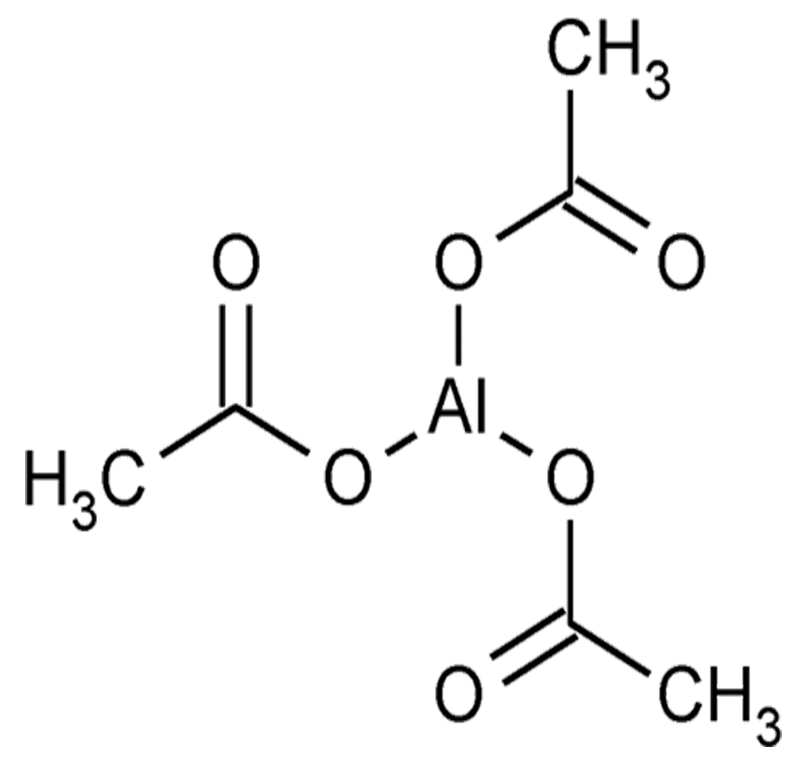
Fórmula química de l'acetat d'alumini

L'acetat d'alumini o etanoat d'alumini, de vegades abreujat com AlAc, es pot referir a un gran nombre de sals diferents d'alumini amb àcid acètic.
N'existeixen tres sals:
1. Neutra triacetat d'alumini, Al(C₂H₃O₂)₃
2. Bàsica diacetat d'alumini, HOAl(C₂H₃O₂)₂, també conegut com a acetat bàsic d'alumini.
3. Bàsica monoacetat d'alumini, (HO)₂AlC₂H₃O₂